# Cucullia shuotsuensis
Cucullia shuotsuensis är en fjärilsart som beskrevs av Felix Bryk 1949. Cucullia shuotsuensis ingår i släktet Cucullia och familjen nattflyn. Inga underarter finns listade i Catalogue of Life.